# Museu d'Art Sacre de Mallorca
El Museu d'Art Sacre de Mallorca (acrònim MASM) és la denominació actual (des de 2020) de l'antic Museu Diocesà de Mallorca.
Està situat en una ala del Palau del Bisbe de Mallorca a Palma, un edifici d'estil gòtic català i barroc, en uns espais renovats, oberts al públic l'any 2020.

## Història
L'origen d'aquesta institució museística es remunta en la col·lecció formada, a partir de 1878, pel bisbe Mateu Jaume i Garau que agrupà materials d'interès artístic procedents de diverses esglésies i monestirs illencs, i que aleshores rebia la denominació de Museu Arqueològic Lul·lià
El bisbe Pere Joan Campins i Barceló n'impulsà la seva estructuració com a museu diocesà i el 1916 s'obrí al públic com a tal, ja instal·lat al Palau Episcopal.
La Guerra Civil espanyola comportà el tancament del Museu Diocesà, que no va tornar a obrir-se al públic fins a l'any 1952.
A la segona meitat del segle XX s'hi van fer diverses reformes (1970, 1998) que culminen amb la nova instal·lació inaugurada l'any 2020.

## Contingut
L'exposició permanent del MASM està estructurada en quatre seccions que partint de peces pròpies de la diòcesi de Mallorca parlen dels pilars fonamentals de la religió cristiana: Jesucrist, la Mare de Déu, els Sants i l'Església catòlica, 
Les peces més conegudes de la seva col·lecció són la taula que representa el cicle de la Passió de Jesús (1290-1305), el Retaule de Sant Jordi de Pere Niçard, els Rimmonim del segle xv, algunes obres del pintor renaixentista valencià Joan de Joanes, els vitralls d'Antoni Gaudí per a la Seu de Mallorca, així com el Drac de na Coca, cocodril embalsamat del s. XVII que donà lloc a una popular llegenda local.